# Jobellisiaceae
Jobellisiaceae är en familj av svampar som beskrevs av Martina Réblová. Jobellisiaceae ingår i ordningen Diaporthales, klassen Sordariomycetes, divisionen sporsäcksvampar och riket svampar.
Familjen innehåller bara släktet Jobellisia.